# Physocleora enana
Physocleora enana là một loài bướm đêm trong họ Geometridae.